# World Traveller Adventures
World Traveller Adventures est une aventure humanitaire animée par des travellers, musiciens techno itinérants. Le projet a été initié par Marc Gustafsson ; passionné de musique il est l’un des membres fondateurs des Teknokrates, un sound system itinérant, actif depuis maintenant plus de 10 ans. C’est au travers de ces années de fêtes et de routes qu'il prend conscience de son goût prononcé pour le voyage et les rencontres humaines.
En 2002, il  participe au projet African Expédisound : trois sound system français (Tomahawk, I.O.T In/Out/Thru, Teknokrates) partent avec une caravane de camions et de son, voyageant jusqu'au cœur de l’Afrique de l’ouest pendant plus de cinq mois pour partager rave et musique avec le peuple africain. 
Dans la lignée de ce projet, un nouveau voyage est en préparation pour 2006 ; le nouvel objectif est de rallier Oulan-Bator, capitale de la Mongolie, pour aider les habitants de la ville. La caravane est composée de deux camions camping-car, un six roues motrices 19 tonnes et deux quatre roues motrices (7 tonnes plus un quatre roues motrices véhicule léger), deux remorques pour acheminer le matériel humanitaire destiné aux différentes organisations en Mongolie et emmener le matériel nécessaire aux manifestations sur place, un écran géant pour organiser des séances de cinéma en plein air, un château gonflable pour favoriser le jeu des plus petits et du matériel de cirque pour les jeunes, un sound system complet pour organiser des événements musicaux le long du voyage, un parc micro pour les enregistrements et un groupe électrogène pour une alimentation en électricité afin que la caravane soit complètement autonome, une ligne Internet par satellite afin de garder le contact via le web pour toute personne s’intéressant au projet.
World Traveller Adventures est également le titre d'un DVD réalisé par Damien Raclot-Dauliac & Krystof Gillier qui retrace l'expédition africaine, ainsi que deux voyages similaires : celui du sound system Desert Storm parti en Bosnie très peu de temps après la signature des accords de paix mettant fin à la guerre, et celui des Sound Conspiracy qui partis d'Europe ont traversé en camion tout le Moyen-Orient et le Pakistan pour se rendre à Goa en Inde. Un quatrième documentaire est consacré aux Spiral Tribe, pionniers du nomadisme techno.